# Tatra 138

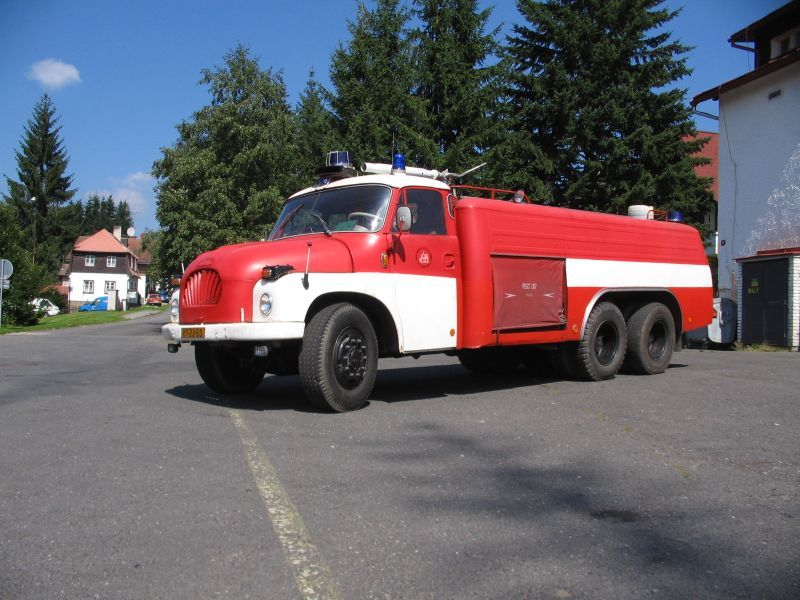
Tatra 138 brandweerwagen

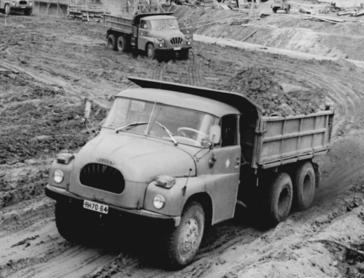
Tatra 138 kipper

De Tatra 138, ook wel aangeduid als Tatra T138 of T138, was een zware vrachtwagen. Hij werd in de periode 1959 tot en met 1971 gemaakt door Tatra in Tsjecho-Slowakije.

## Geschiedenis
De T138 was de opvolger van de Tatra 111. De vrachtwagen kreeg een laadvermogen van 7 tot 10 ton. Het prototype werd getoond in 1956. Het voertuig had een aantal verbeteringen zoals stuurbekrachtiging en een versnellingsbak die eenvoudiger was te bedienen. Het werd verkocht aan bedrijven, maar het leger had ook duidelijk belangstelling en heeft veel voertuigen in diverse uitvoeringen aangeschaft. In totaal zijn er 46.000 exemplaren van gemaakt. Het werd ook geëxporteerd naar onder andere de Sovjet-Unie en andere voormalige Oostbloklanden, maar ook naar Frankrijk en Nederland.

## Beschrijving
Het voertuig had een klassieke indeling met voorin de motor, gevolgd door de bestuurderscabine en het laadruim.
Het werd uitgerust met de Tatra V928 luchtgekoelde dieselmotor. De motor telde acht cilinders in V-opstelling en had een cilinderinhoud van 11,8 liter. Het motorvermogen was 178 pk bij 2000 toeren per minuut. De versnellingsbak telde vijf versnellingen vooruit en een achteruit. Door toepassing van een extra reductiebak kunnen deze versnellingen in zowel een hoge- als lage gearing gebruikt worden en verdubbelde het aantal versnellingen. Alle zes wielen werden aangedreven (6x6). Veel militaire voertuigen werden uitgerust met een lier. De brandstoftank had een inhoud van 150 liter dieselolie en gaf het voertuig een actieradius van ongeveer 540 kilometer. De militaire versie, T138 VN had een dubbele brandstoftank en kon daarmee 700 kilometer rijden over de weg.
Het laadvermogen werd vastgesteld op zo’n 8 ton in het terrein en een aanhangwagen met een maximum totaal gewicht van 22 ton kon worden meegetrokken.

## Versies
De standaardversie had een vlakke laadvloer die afgedekt kon worden met een canvas zeil. Verder kwamen versies in gebruik zoals een kipper, tankwagen en kraanwagen. In de vijftiger jaren verscheen er ook een 4x4-versie van dit voertuig die als trekker van opleggers werd gebruikt.